# Jethou
Jethou (ˈdʒɛt.huː) è una piccola isola privata a sud di Herm, nelle Isole del Canale. La sua superficie è di circa 18 ettari ed è fiancheggiata da 2 isole, Crevichon a nord e Fauconnière a sud.

## Storia
Si dice che nel 709 d.C. una tempesta spazzò via il lembo di terra che univa Jethou ad Herm che da allora sarebbero diventate due isole separate. Nel 1416 divenne parte delle proprietà di Enrico V d'Inghilterra e per secoli rimase di proprietà della corona prima di passare allo Stato del Guernsey.
Dal 1920 al 1923 fu affittata da Compton Mackenzie assieme ad Herm e rimase parte della stessa proprietà per anni; sono state poi divise.
Dal settembre 1964 al dicembre 1971 l'isola fu occupata dalla famiglia Faed, composta dal signor Angus Faed, sua moglie Susan Faed e i loro 4 figli. I signori Faed furono i 22° "affittuari" dell'isola.
Nel ventunesimo secolo è stata occupata da Sir Peter Ogden, dell'IT company Computacenter.